# Katrin Frick

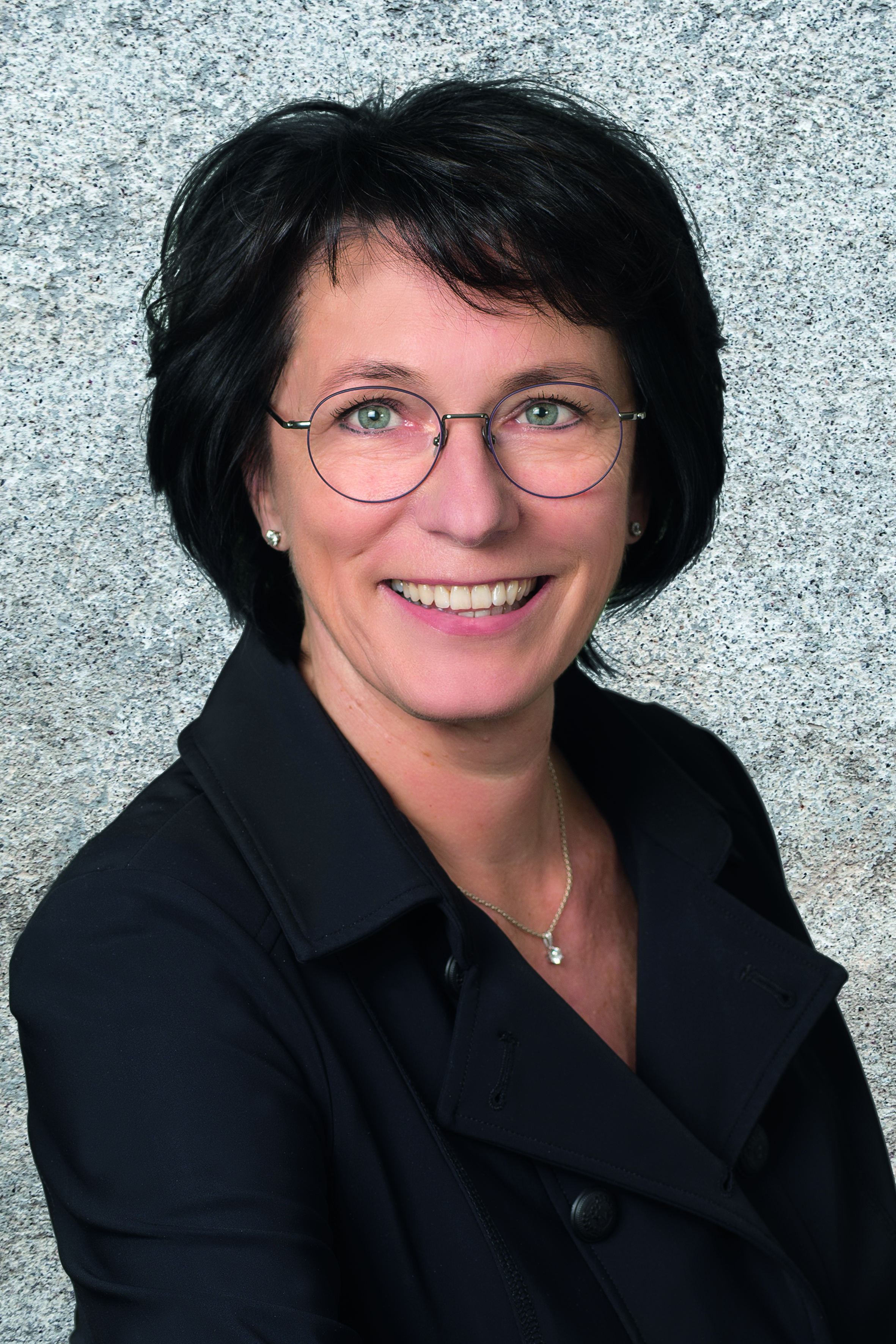
Katrin Frick (2017)

Katrin Frick (* 9. September 1962) ist eine Schweizer Politikerin (FDP). Sie sass für den Wahlkreis Werdenberg von 2015 bis 2024 im  St. Galler Kantonsrat.

## Leben und Wirken
Frick wuchs in Buchs SG auf und besuchte dort die Primar- und die Sekundarschule. Sie schloss eine kaufmännische Ausbildung ab und besitzt als Haushaltlehrmeisterin sowie als Betriebswirtschafterin das eidgenössische Diplom. Sie präsidierte je vier Jahre lang den Bäcker-Konditorenmeister-Verband auf kantonaler Ebene sowie jenen der Regionen Werdenberg/Sarganserland. Sie war Präsidentin der FDP Werdenberg, Präsidentin von Marketing Buchs und im Vorstand des Schulträgerverbandes SG.
Katrin Frick ist Mutter von 5 Kindern und verheiratet.
Sie ist Stadtvizepräsidentin der politischen Gemeinde Buchs sowie Schulpräsidentin von Januar 2009 – Dezember 2024.